# José Chamot
José Antonio Chamot (Concepción del Uruguay, 17 de maio de 1969) é um ex-futebolista profissional argentino, medalhista olímpico.

## Carreira
Zagueiro de oficio, Chamot defendeu o Rosário Central e nos clubes italianos do Pisa, Foggia, Lazio e Milan, e na Espanha Atlético de Madrid e Leganés.

## Seleção
Ele atuou pela Argentina nas copas de 1994, 1998 e na de 2002. Chamot integrou a Seleção Argentina de Futebol na Copa América de 1995.

## Títulos
S.S. Lazio
- Coppa Italia: 1997–98

A.C. Milan
- UEFA Champions League: 2002–03
- Coppa Italia: 2002–03